# Hu Nim

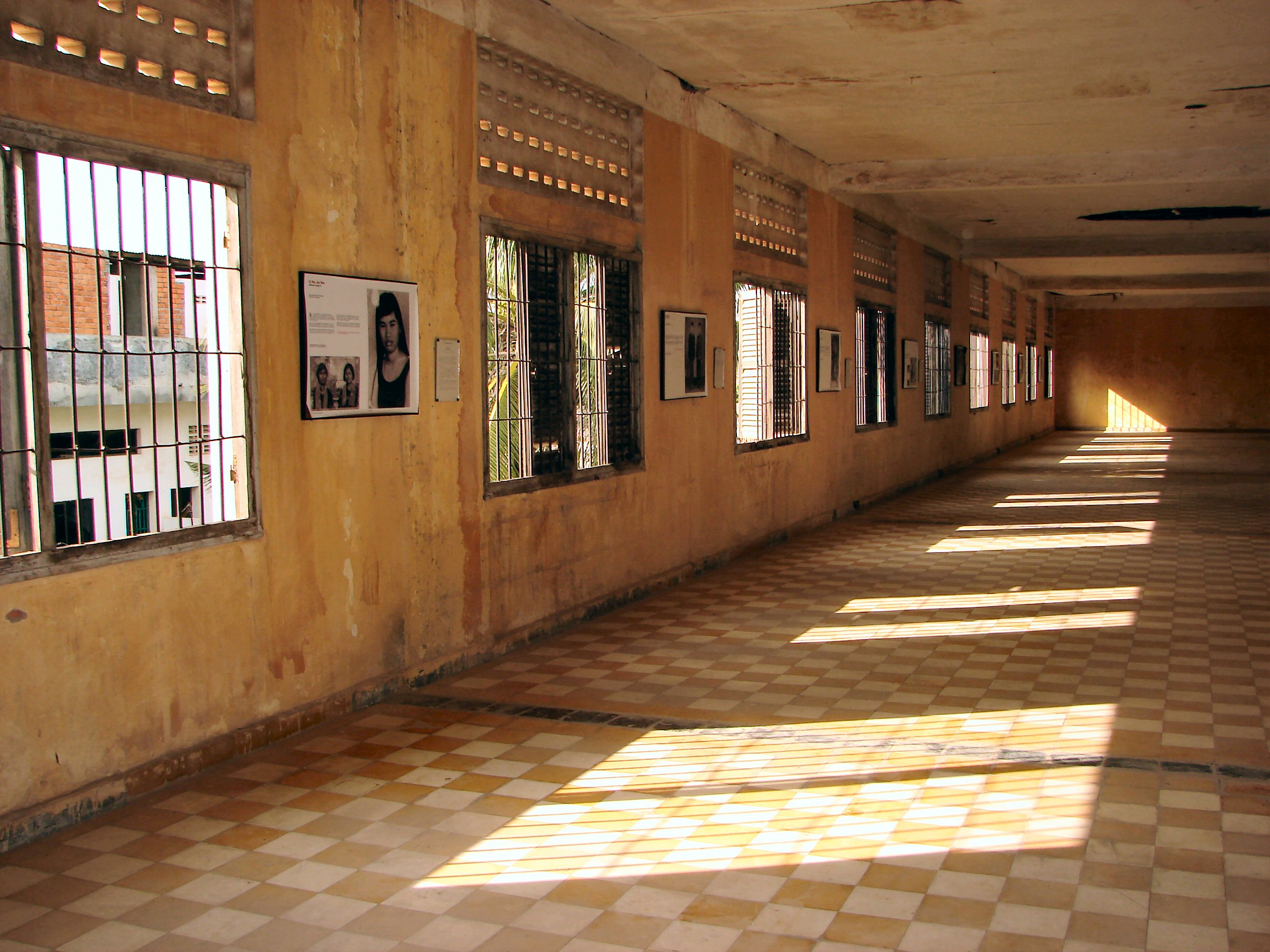
Dentro de la prisión de Tuol Sleng, Hu Nim fue torturado y asesinado por los mismo Jemeres Rojos, presuntamente por su actitud moderada y contraria a las ideas radicales de Pol Pot.

Hu Nim (en camboyano: ហូ នឹម; Provincia de Kompung Cham, Camboya, 25 de julio de 1932 – Tuol Sleng, Nom Pen, 6 de julio de 1977), alias "Phoas" (ភាស់) fue un político e intelectual comunista camboyano, quién mantuvo numerosos cargos ministeriales. Su larga trayectoria política incluyen su oposición hacia el régimen Sangkum del príncipe Norodom Sihanouk, la resistencia de la guerrilla Comunista, la coalición del gobierno en exilio del GRUNK y la administración de la Kampuchea Democrática, cuándo el país estuvo bajo el dominio del régimen comunista de Pol Pot y los Jemeres Rojos. Nim tenía la reputación de ser uno de los miembros más independientes y sinceros de los Jemeres Rojos, motivo por el cual fue arrestado, torturado y asesinado por sus propios colegas en la prisión de máxima seguridad de Tuol Sleng en 1977, durante una purga de Partido.

## Primeros años
Hu Nim nació en 1932 (25 de julio de 1932 según algunas fuentes) en el pueblo de Korkor, distrito de Kompung Siem, Provincia de Kompung Cham, en el seno de una familia sino-camboyana. A diferencia de sus colegas que más tarde serían los intelectuales del partido, Nim fue criado en un entorno pobre. En su ''confesión'' me gustaría informar al Partido sobre mi historia, extraído bajo torturas en Tuol Sleng, Nim relató "mi padre, Hou, falleció en 1936 cuándo tenía solo 6 años. Estuvo bajo el cuidado de mi madre, llamada Sorn, una pobre campesina. Se ganaba la vida ofreciendo servicios domésticos a las personas". Su madre, quién se volvió a casar con un campesino sin tierras, finalmente lo envió a vivir con Sam Khor en una pagoda en Yao, distrito de Prey Chhor.
Criado por Sam Khor, Nim tuvo la oportunidad de estudiar en una escuela secundaria en Kompung Cham, yendo al Lycee Sisowath en la capital, Nom Pen. Aquí, permaneció en el monasterio de Unnalom, con sus estudios financiados por la familia de su futura esposa. A comienzos de la década de 1950, Nim - al igual que muchos otros posteriores comunistas - se asoció con el Partido Democrático, de tendencia izquierdista y pro-independentista. Como decía su confesión, él era parte del ala radical del Partido Popular, el Pracheachollana, liderado por Um Sim y asociado con el nacionalista republicano Son Ngoc Thanh.
Nim contrajo matrimonio en 1952, y después de finalizar sus estudios, trabajó brevemente como profesor. Después de continuar sus estudios de Derecho y Economía, decidió trabajar para el gobierno, y se aseguró un puesto de tiempo completo en el Ministerio del Interior. Continuó su trabajo para el Partido Democrático hasta las elecciones generales de 1955, que llevaron al poder a Norodom Sihanouk y al movimiento Sangkum, en medio de un ambiente de extrema intimidación política y ante un posible fraude electoral.

## Estudios en Francia
Las políticas del Partido Democrático habían ofrecido a los camboyanos talentosos, la posibilidad
de estudiar en Francia con una beca del gobierno; varios futuros Comunistas, incluyendo Saloth Sar (Pol Pot), Khieu Samphan, Ieng Sary y Hou Yuon, quienes pudieron estudiar en el extranjero bajo este sistema, cayeron bajo la influencia del Partido Comunista Francés en el proceso. Hu Nim tomaría esa misma influencia en 1955: con la intención de convertirse en un oficial de aduanas, estudió en la Escuela de Aduanas y en la Escuela de Derecho en París, viajando varias horas todos los días en Metro para llegar estudiar allí. Entre la comunidad de expatriados, conoció a Hou Yuon y muchos otros colegas futuros, aunque declaró en su ''confesión'' que las "actividades políticas no fueron llevadas a cabo porque mis estudios requerían mayor atención".
Nim regresó a Camboya en 1957, para trabajar como oficial de aduanas, pero de este punto su participación política comenzó a crecer sustancialmente. Independiente de que haya o no participado políticamente en Francia, su posición política se iba moviendo constantemente a la izquierda, luego del declive del Partido Democrático durante el mismo año.

## Bajo el gobierno de Sangkum 1958-1967
Sihanouk, después de haber destruido eficazmente el intento del Partido Democrático y la oposición socialista Pracheachon para fusionarse, realizó un intento de incorporar jóvenes izquierdistas al movimiento Sangkum; entre los candidatos probables estaban Hou Yuon, Chau Sau, Uch Ven y Hu Nim, quienes lograron obtener escaños. Nim se convirtió en subsecretario de Estado en la oficina del Primer ministro, y mantuvo numerosos cargos ministeriales para la juventud, durante los siguientes 9 meses. Más significativamente, comenzó a construir una base sustancial de apoyo en su circunscripción en Kompung Cham, que representaría en los próximos 9 años, convirtiéndose en una de las figuras de izquierda más célebres y visibles de Camboya.
A comienzos de los años sesenta, Nim se había unido al personal del periódico pro-Sihanouk Neak Cheat Niyum, y después de un viaje a Beijing se le pidió que fue parte de la Asociación de Amistad Sino-Camboyana; también viajó a Pionyang y a Hanói, donde conoció a Ho Chi Minh. Continuando sus estudios de derecho en la Universidad de Nom Pen, finalizó su tesis doctoral, sobre la tenencia de tierras y estructura social, en 1965.
Las elecciones generales de 1966 otorgaron la victoria al Sangkum por sus elementos derechistas, aunque gracias a su popularidad local, Hu Nim (junto con Hou Yuon) fueron capaces de ser reelegidos, a pesar de que Sihanouk estaba llevando a cabo una campaña en contra suya. Fue parte de un "contra-gobierno" izquierdista instalado por Sihanouk para equilibrar el gabinete derechista de Lon Nol, pero a partir de este punto, la tendencia política se volvió en contra de los izquierdistas restantes, quienes aún no se habían unido al movimiento clandestino comunista.
La situación se intensificó entre marzo y abril de 1967, tras una revuelta en extremo noreste del país, la revuelta de Samlaut, en la que Sihanouk lo asoció como una agitación izquierdista, y específicamente, aunque probablemente erróneo, hacia las actividades de políticos abiertamente izquierdistas: Hou Yuon, Khieu Samphan, Chau Seng y Hu Nim. Los primeros dos hombres, amenazados de ser arrestados, y llamados por una corte militar y por miembros de la Asamblea para que fuesen ejecutados inmediatamente, huyeron para unirse a las guerrillas comunistas hacia finales de abril. Hu Nim escribiría más tarde que inicialmente se unió a ellos, pero regresó a la capital después de unos cuantos días, habiendo sido persuadido por el político Vorn Vet de que podría ser provechoso continuar con el compromiso con Sihanouk y persistir en la agitación antigubernamental.
Sin embargo, Sihanouk decidió responder, catalogando a Nim de ser una persona "peligrosa", e ilegalizó la Asociación de Amista Sino-Camboyana. Un intento por Nim para presentar su restitución fracaso de forma dramática, cuándo descubrió que los empleados que habían recogido las huellas dactilares utilizadas en las firmas, lo habían hecho bajo falsas pretensiones: Sihanouk llamó una reunión en donde amonestó presonalmente a Nim  como "un poco hipócrita", cuyas "palabras llevan el aroma a miel, pero [que] esconde sus garras como un tigre", añadiendo que "posee las facciones de un vietnamita o un chino".
Ante este clima, no fue sorpresa de que Nim recibiera instrucciones desde Vorn Vet para que se trasladara al bosque. El 5 de octubre, Sihanouk le advirtió que sería "sometido al tribunal militar y al bloque de ejecución"; por lo que huyó hacia los Montes Cardamomo, esperando safarse de los agentes de inteligencia que lo esperaban, lo cual logra dos días después. Como Hou Yuon y Khieu Samphan, se creía que Nim había sido asesinado por policías de seguridad de Lon Nol.

## El GRUNK
Hu Nim pasaría los próximos 3 años en los Cardamomos, como parte del movimiento guerrillero Comunista.
Sin embargo, tras el golpe de Estado de 1970, en el que Sihanouk fue depuesto por Lon Nol, la situación tuvo un cambio dramático. Sihanouk estableció un gobierno en el exilio en Beijing, el GRUNK, en colaboración con sus ex-enemigos comunistas, y Hu Nim - ahora descritos por Sihanouk cuando uno "de nuestros intelectuales excepcionales", se convirtió en uno de las figuras más prominentes del Ministerio de Información.
Pronto se generaron desacuerdos entre Nim y el Partido de ''Centro'' dirigido por Saloth Sar (Pol Pot) y Ieng Sary, cuando Nim - junto con Hou Yuon y Khieu Samphan - se opusieron a la línea del partido en la colectivización de agricultura en las áreas "liberadas". Nim comenzó a ganar la reputación de ser uno de los miembros más sinceros del Partido, y en general, estaba a favor de políticas económicas más moderadas.

## Kampuchea Democrática
Nim continuó en su cargo como Ministro de Información después de victoria comunista de 1975 en la guerra civil camboyana, y el establecimiento de la Kampuchea Democrática después de que los restantes pro-Sihanouk fuesen exterminados de la administración. Obtuvo una cierta cantidad de reputación internacional como el portavoz del régimen durante el incidente de Mayagüez.
Posteriormente, Nim estuvo involucrado en una confesión realizada por el comandante de la zona norte Koy Thuon, otro exmaestro de escuela, y fue arrestado por el aparato de seguridad del Partido el 10 de abril de 1977. Durante un periodo de varios meses, fue brutalmente torturado en la prisión de seguridad S-21, donde el líder de la unidad del interrogatorio era el temido Mam Nay. Aparentemente Nim había estado involucrado de manera forzosa a una actividad ''contrarrevolucionaria'', incluso mostrando lo que en términos relativos parece ''extraordinario coraje'' al incluir críticas en las notas del Comité Permanente del Partido. En el momento de su última confesión el 28 de mayo escribió: "no tengo nada de que depender, sólo el Partido Comunista de Kampuchea. ¿Podría el Partido mostrar piedad ante mí?," añadiendo "no soy un ser humano, soy un animal ". Finalmente, fue asesinado el 6 de julio.
La historiografía del régimen de la República Popular de Kampuchea, que derrocó al régimen de los Jemeres Rojos en 1979, enfatizó el rol de Hu Nim como un socialista ''moderado'', y el resultado de su historia es todavía destacable en el museo de Tuol Sleng.